# Scaptotrigona affabra
Scaptotrigona affabra là một loài Hymenoptera trong họ Apidae. Loài này được Moure mô tả khoa học năm 1989.